# Johan Berthling

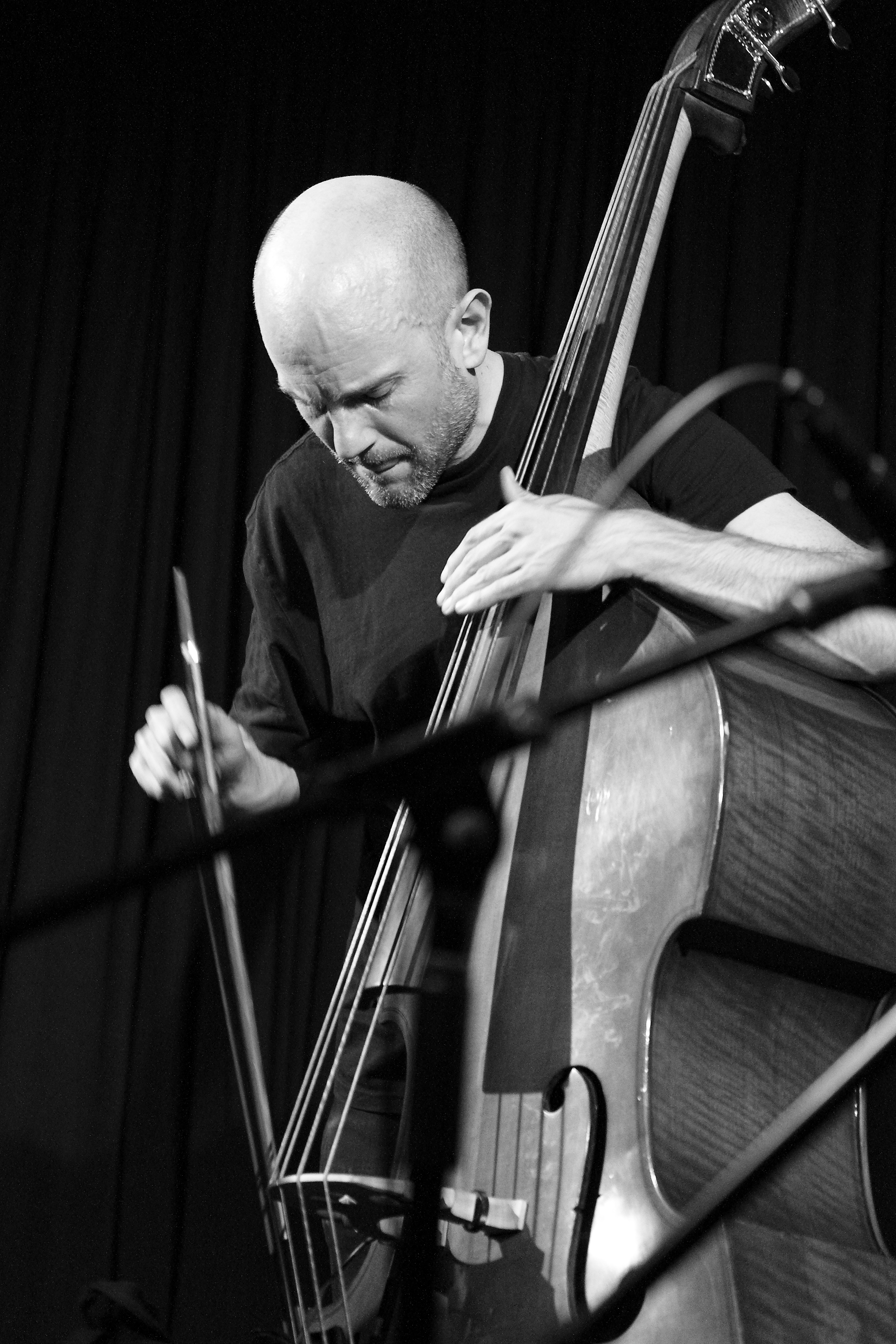
Johan Bertling im club W71, 2018

Johan Berthling (* 1973 in Stockholm) ist ein schwedischer Jazz- und Improvisationsmusiker (Kontrabass, E-Bass, auch Piano).

## Leben

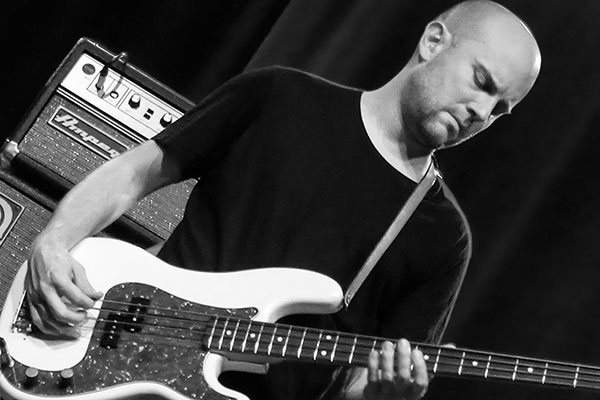
Johan Berthling in Aarhus, 2016

Berthling studierte 1996–1998 an der Königlichen Musikhochschule Stockholm. Seitdem arbeitet er in der schwedischen und internationalen Jazz- und Improvisationsszene in verschiedenen Ensembles u. a. mit David Stackenäs, Raymond Strid, Fredrik Ljungkvist, Sten Sandell, Paal Nilssen-Love, Akira Sakata, Mats Gustafsson, Jonas Kullhammar und dem Christer Bothén Acoustic Ensemble. Im Bereich des Jazz war er zwischen 1996 und 2014 an 23 Aufnahmesessions beteiligt. Er arbeitete auch mit dem Folkmusiker und Songwriter Nicolai Dunger (Rösten och herren, 2007).

## Diskographische Hinweise
- Johan Berthling/Fredrik Ljungkvist/Sten Sandell (LJ, 1998)
- Sten Sandell Trio: Standing Wave (SOFA, 2000)
- Oren Ambarchi & Johan Berthling: My Days Are Darker Than Your Nights (Häpna, 2003)
- Firehouse: Live at Glenn Miller Cafe (Ayler Records, 2004, mit Magnus Broo, Fredrik Ljungkvist, John Lindblom, Kjell Nordeson)
- Angles: Every Woman is a Tree (Clean Feed Records, 2007, mit Magnus Broo, Mats Äleklint, Martin Küchen, Mattias Ståhl, Kjell Nordeson)
- Fire!: Unreleased? – Fire! with Jim O'Rourke (Rune Grammofon, 2011, mit Mats Gustafsson, Jim O’Rourke, Andreas Werliin)
- Johan Berthling/Paal Nilssen-Love/Akira Sakata: Arashi (Trost, 2013)
- Fire! Orchestra: Exit! (2013)
- Fire! Orchestra Ritual (Rune Grammofon, 2016, mit Sofia Jernberg, Mariam Wallentin, Niklas Barnö, Susana Santos Silva, Hild Sofie Tafjord, Mats Äleklint, Per Åke Holmlander, Mette Rasmussen, Anna Högberg, Per „Texas“ Johansson, Jonas Kullhammar, Lotte Anker, Mats Gustafsson, Martin Hederos, Edvin Nahlin, Andreas Berthling, Finn Loxbo, Julien Desprez, Andreas Werliin, Mads Forby)
- Fire!: She Sleeps, She Sleeps (2016)
- Johan Berthling, Martin Küchen & Steve Noble: Threnody, at the Gates (Trost Records, 2017)
- Nacka Forum: Så stopper festen (Moserobie, 2019)
- Oren Ambarchi, Johan Berthling & Andreas Werliin: Ghosted (Drag City 2022, sowie Christer Bothén)
- Mats Gustafsson & Fire! Orchestra: Echoes (Rune Grammofon, -2023)
- Nacka Forum: Peaceful Piano (Moserobie, 2024)